# Maxus EV30
Maxus EV30 — малотоннажный грузовой электромобиль, разработанный и выпускающийся подразделением Maxus компании SAIC Motor с 2018 года.

## Описание
Maxus EV30 был запущен в продажу на китайском рынке в январе 2019 года.

### Технические характеристики
Maxus EV30 оснащён электродвигателем мощностью 70 кВт (94 л. с.) и крутящим моментом 220 Н⋅м. Привод подаётся на передние колёса. EV30 способен развивать максимальную скорость до 90 км/ч, а до 50 км/ч автомобиль разгоняется за 5 секунд. Ёмкость аккумулятора составляет 35 кВт⋅ч. Запас хода составляет 235 км по циклу NEDC.
Maxus EV30 комплектуется алюминиевым монококом и композитной передней частью. Клиренс составляет 145 мм. В стандартную комплектацию входят 15-дюймовые стальные колёса. Максимальная грузоподъёмность модели 830 кг, а объём груза — 5 м3. В Китае цены варьируются от 128700 до 144900 юаней без учёта льгот. EV30 оснащён подвеской Макферсона и листовой рессорой.
На отдельных рынках EV30 продаётся как с короткой, так и с длинной колёсной базой (EV30L). Объём грузового отсека составляет 4,8—6,3 м3. Варианты с короткой и длинной базой эквивалентны традиционным сегментам микроавтобусов малого и среднего класса. Вариант с короткой колёсной базой имеет размеры 4,5 м при грузоподъёмности 905 кг, а вариант с длинной колёсной базой имеет колёсную базу, увеличенную на 375 мм, и длину 5,1 м при грузоподъёмности 1020 кг.

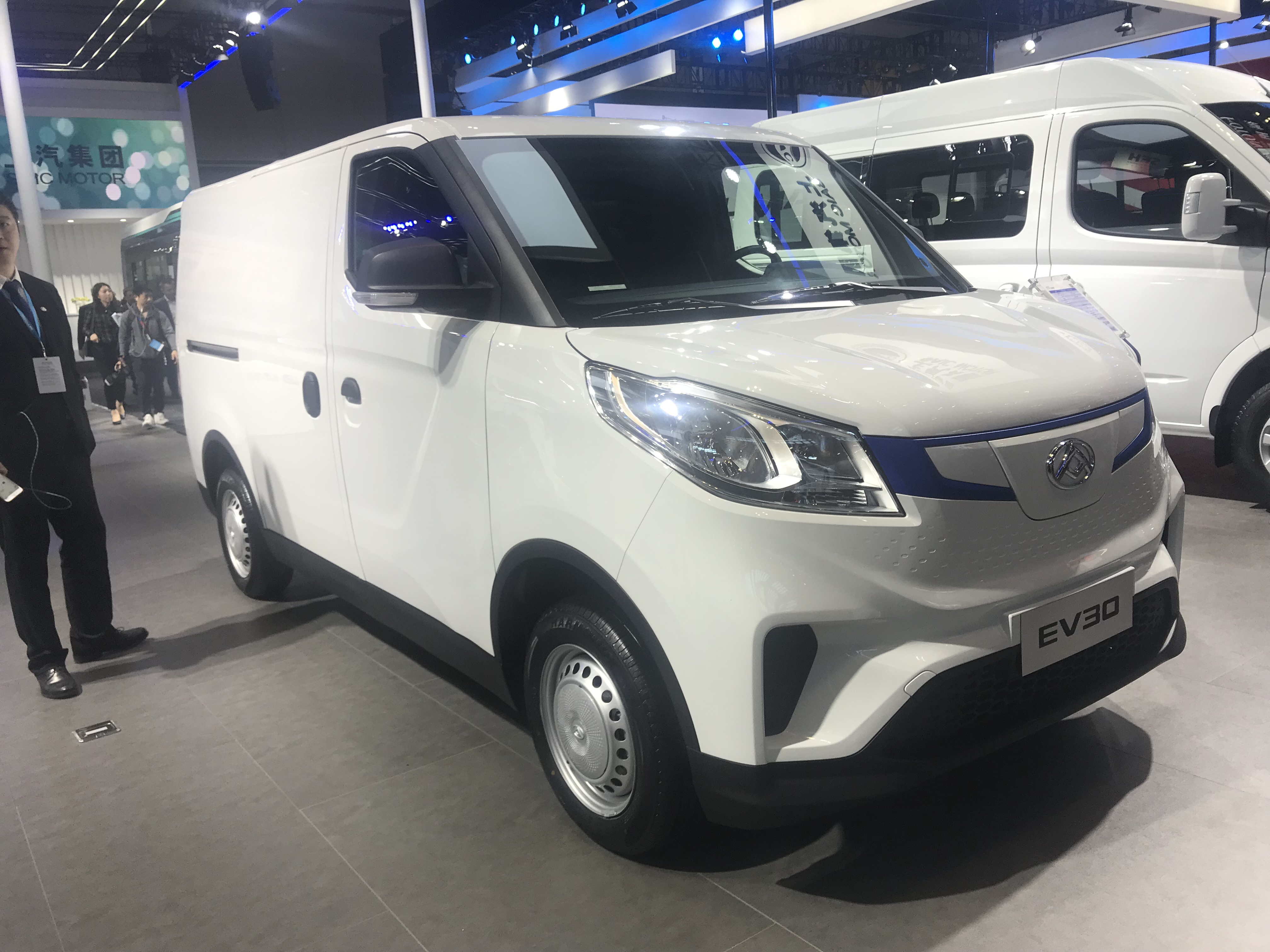
Maxus EV30
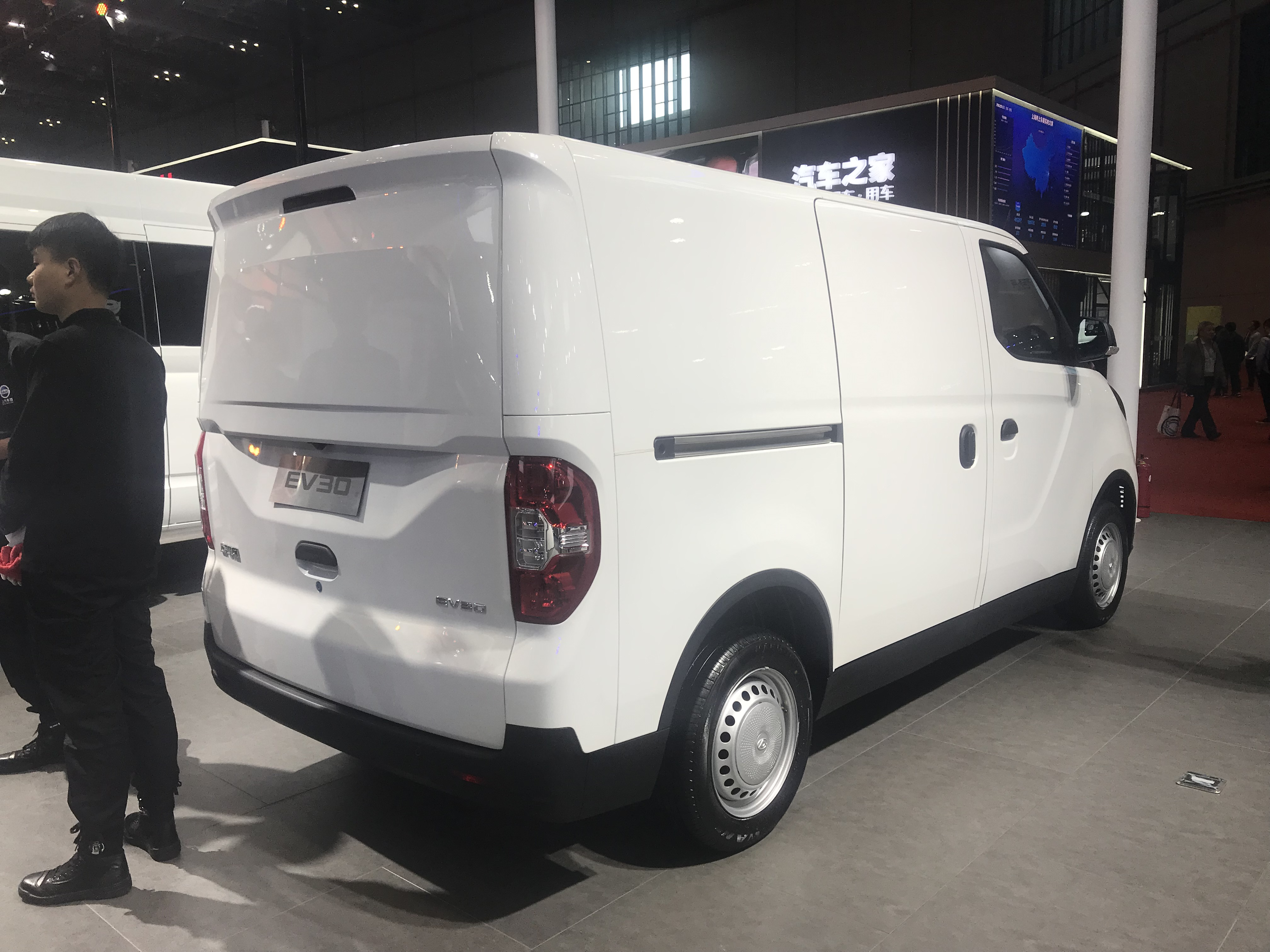
Вид сзади
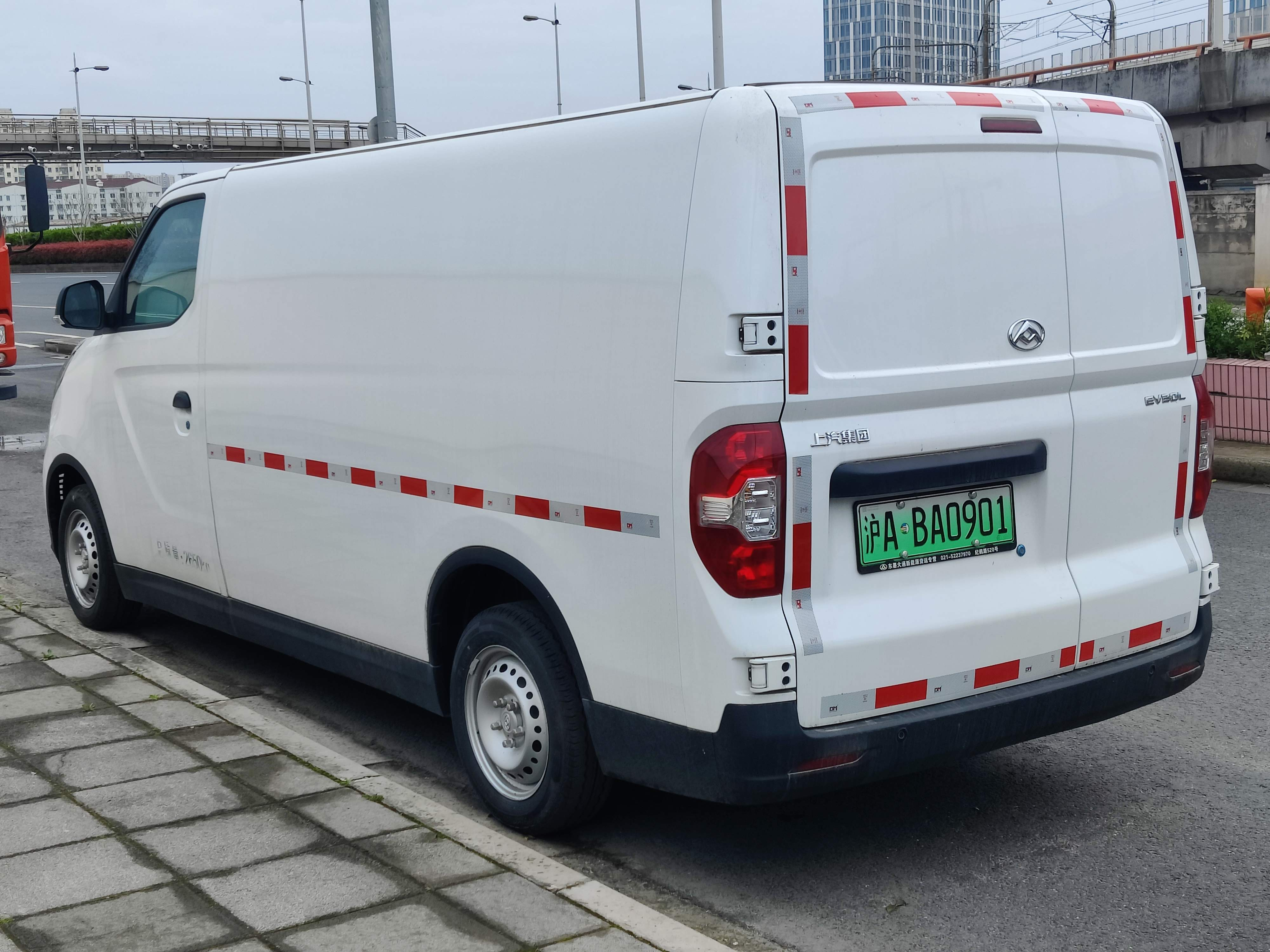
Maxus EV30L

### Интерьер
Интерьер Maxus EV30 имеет стандартное оборудование, включая кондиционер, электростеклоподъёмники, подключение по USB и Bluetooth, бардачок, подстаканники, регулируемые электрические дверные зеркала заднего вида, многофункциональное рулевое колесо и информационно-развлекательную систему с восьмидюймовым сенсорным экраном с поддержкой Apple CarPlay и Android Auto для экспортных моделей. Также в комплектацию входят камера заднего вида с датчиками парковки, круиз-контроль, 6 напольных крепёжных колец для грузового отсека и сплошная перегородка грузового отсека со стеклянной панелью для разделения салона.

## Мировые рынки

### Великобритания
Maxus EV30 продаётся в Великобритании под названием Maxus eDeliver 3 с 2020 года. Автомобиль экспортируется из Китая, и Великобритания стала первым экспортным рынком.
Ёмкость аккумулятора варьируется от 35 до 52,5 кВт⋅ч, что обеспечивает запас хода от 98 до 150 миль по циклу NEDC. До 90% автомобиль заряжается за 45 минут, а время полной зарядки около 7 часов.

### Австралия
В Австралии Maxus EV30 продаётся под названием LDV EV30.

### Новая Зеландия
В Новой Зеландии Maxus EV30 продаётся под названием LDV eDeliver 3.

### Греция
В Греции Maxus EV30 продаётся под названием Maxus eDeliver 3.